# Erster karthagisch-römischer Vertrag
Der erste karthagisch-römische Vertrag war ein Freundschaftsvertrag zwischen den beiden (aufsteigenden) Mittelmeermächten. Es gibt keine sicheren Erkenntnisse, wann dieser Vertrag genau geschlossen wurde. Anhand anderer Schriftstücke wird jedoch für gewöhnlich die Zeit um 508/507 v. Chr. als plausibel erachtet. Das Wissen über diesen Vertrag basiert im Wesentlichen auf den Aufzeichnungen von Polybios. Der Vertrag selbst soll in einer veralteten, lateinischen Sprache verfasst worden sein. Die Vertragsverhandlungen wurden von römischer Seite aus durch die hierzu beauftragte Priesterschaft (fetiales) geführt.

## Hauptmerkmale des Vertrages
1. Die Römer durften an der nordafrikanischen Küste nicht über das „Vorgebirge der Schönen“ (Promunturium Pulchri) (gemeint ist ein Punkt im Norden der Stadt Karthago – vermutlich Kap Farina (nordwestliche Begrenzung des heutigen Golf von Tunis); nicht mit dem Kale Akte zu verwechseln) hinausfahren. Sollte dies aufgrund höherer Gewalt (zum Beispiel aufgrund eines Sturmes) dennoch passieren, so durfte dieser Umstand lediglich dazu genutzt werden um das Notwendigste an Land zu besorgen, aber keinen Handel zu betreiben. Danach musste das Gebiet innerhalb von fünf Tagen wieder verlassen werden.
2. Römische Kaufleute durften im karthagischen Einflussbereich in Nordafrika und Sardinien lediglich in Gegenwart karthagischer Beamter Geschäfte abschließen.
3. Im karthagischen Teil Siziliens (Westen der Insel), waren die römischen den karthagischen Kaufleuten gleichgestellt.
4. Für die Karthager gab es zwar keine Fahrtgrenzen, jedoch waren Angriffe auf römisch beherrschte Städte in Latium verboten. Auch ein Vorgehen gegen unabhängige Städte in Latium war nicht erwünscht. Sollte aus irgendeinem Grund also eine unabhängige Stadt Latiums erobert werden, so sei diese umgehend und unversehrt an die Römer zu übergeben. Damit wurde zugleich erreicht, dass den unabhängigen Städten eine Zusammenarbeit mit Rom lukrativer erscheinen musste, bot dies doch gleichzeitig Schutz vor der anderen westlichen Mittelmeer-Großmacht. Auch der Festungsbau wurde untersagt.[3]

Durch Polybios wurden die Bedingungen des Vertrages so zitiert:
Unter folgenden Bedingungen soll Freundschaft bestehen zwischen den Römern und ihren Verbündeten und den Karthagern und deren Verbündeten:
1. Die Römer und ihre Verbündeten dürfen nicht über das „Schöne Land Vorgebirge“ hinaussegeln, sofern nicht Wetter oder Feinde sie zwingen. Wer weitergetrieben wird, soll dort nichts anbieten oder einkaufen, außer was er für die Ausrüstung seines Schiffes oder für religiöse Zwecke braucht. Er soll innerhalb von fünf Tagen weitersegeln.
2. Römische Händler können in Libyen oder Sardinien kein Geschäft abschließen, außer in Gegenwart eines Herolds oder Stadtschreibers. Der ausgehandelte Preis wird dem Anbieter durch den Staat gesichert.
3. Die Römer haben in der karthagischen Provinz Sizilien die gleichen Rechte wie die anderen.
4. Die Karthager dürfen weder den Bewohnern von Ardea, Antium, Areninum, Circeii und Terracina noch anderen Latiner-Stämmen etwas zuleide tun, soweit diese Rom botmäßig sind.
5. Von allen Städten, die Rom nicht botmäßig sind, sollen sich die Karthager fernhalten. Wenn sie eine erobern, sollen sie sie den Römern ungeplündert übergeben. Sie sollen in Latium keine militärischen Stützpunkte errichten. Wenn sie als Feinde in ein Gebiet einrücken, dürfen sie dort nicht über Nacht bleiben.

Durch diesen ersten Vertrag sicherten sich die beiden Mächte Karthago und Rom ihre Interessensphären. Das Interesse Karthagos galt einer genauen Regelung des Handelsverkehrs und der Schifffahrt an der nordafrikanischen Küste. Dagegen zielte Rom auf die Anerkennung seiner Expansion in Latium ab.
Im Jahre 348 v. Chr. folgte eine Erneuerung des karthagisch-römischen Vertrages, welche der fortschreitenden Expansionspolitik der Römischen Republik geschuldet war.